# المجموعة البرلمانية الفلسطينية لجميع الأحزاب
المجموعة البرلمانية الفلسطينية لجميع الأحزاب هي كتلة برلمانية في برلمان المملكة المتحدة تضم أعضاء برلمانيين من جميع الأحزاب وتهدف إلى تعزيز العلاقات الطيبة والتفاهم بين بريطانيا وفلسطين وتعزيز السلام العادل والدائم في منطقة الشرق الأوسط. تترأس العضوة البرلمانية جولي إليوت المجموعة البرلمانية الفلسطينية لجميع الأحزاب في الوقت الحالي.

## التاريخ
في 31 يناير (كانون الثاني) 2007، اجتمع أعضاء المجموعة البرلمانية الفلسطينية لجميع الأحزاب مع مسؤولين رفيعي المستوى من حركة المقاومة الإسلامية حماس في مدينة رام الله بفلسطين. كان هذا الاجتماع بعدما أجرت كل من الحكومة التركية، وحكومة روسيا، وحكومة ألمانيا، والاتحاد الأوروبي اتصالات مع قيادات حركة حماس. أصدرت جمعية الشعب الفلسطيني في أعقاب ذلك الاجتماع تقريرا أفاد أن الحصار الدولي جرد حماس من أي مساءلة حقيقية عن أدائها أمام الشعب الفلسطيني، وتسبب في بؤس ومصاعب واسعة النطاق بين الفلسطينيين، وأجبر حكومة حماس على البحث عن مصدر آخر لتلقي الدعم، وقد جاء هذا الدعم من إيران.
خططت المجموعة البرلمانية الفلسطينية لجميع الأحزاب لزيارة رام الله ولقاء وزير الخارجية الفلسطيني ومسؤول حماس محمود الزهار ورئيس الوزراء إسماعيل هنية لكنها لم تتمكن من ذلك بسبب حوادث العنف التي نشبت بين الفصائل. وفي بيان صحفي صدر في أبريل (نيسان) عام 2004، وصف بوردن دعم رئيس الولايات المتحدة الأمريكية الأسبق جورج دبليو بوش للتوسع الاستيطاني الإسرائيلي في الأراضي الفلسطينية التي احتلتها في عام 1967 بأنه تأييد للانتهاك الصارخ للقانون الدولي الذي تمارسه إسرائيل.